# Boa Vista (Janaúba)
Boa Vista ou Alto da Boa Vista é um bairro rural da cidade de Janaúba. Ocupa as terras da antiga Fazenda Mosquito, que era propriedade de Salviana Caldas da Silva. Esta foi homenagada batizando-se a principal via do bairro. Outras vias receberam nomes de membros da familia de Salviana Caldas da Silva, como as ruas Joaquim Luis de França, filho dela e rua Pedro Luís de França. Tem como bairros limitrófes o bairro Veredas, Cerâmica e São Lucas.